# 玩具 (迷你專輯)
《玩具》是香港歌手王菲的第四張粵語EP，於1997年2月發行，一共5首新歌。

## 簡介
在1996年底前，王菲已錄製了10首粵語歌曲，足夠編制成一張大碟。但由於她和新藝寶的合約到期，新藝寶為了對抗她在新東家百代的新專輯《王菲》，便將這10首歌在此後五年，分成四次發行。第一次在1997年《玩具》EP（5首），第二次是在同年EP《自便》（3首），第三次則在同年精選《菲賣品》（1首，不得了），第四次則直至2002年精選《Faye Best》（1首，心驚膽戰）。這10首歌都是林夕負責作詞。
为了拍摄专辑封面，摄影师专程远赴北京为孕中的王菲拍照。
「暗湧」和「約定」不但成了王菲的粵語經典歌曲，後來被黃耀明、楊丞琳翻唱的「暗湧」，以及周蕙、张学友、陈奕迅翻唱國語版的「約定」也相當流行；其中周蕙就是憑這首歌曲走紅樂壇。王菲之前曾翻唱過3首由陳小霞譜寫的歌曲，不過「約定」是陳小霞首次為王菲寫歌，第二次是同年9月《王菲》專輯中的「撲火」。另外，黃家強也首次與王菲合作，譜寫了「敷衍」和下一張EP《自便》中的「守護天使」。

## 曲目
| 曲序     | 曲目     | 作曲        | 编曲        | 时长  |
| -------- | -------- | ----------- | ----------- | ----- |
| 1.       | 暗湧     | 陳輝陽      | 陳輝陽      | 4:21  |
| 2.       | 約定     | 陳小霞      | Adrian Chan | 4:28  |
| 3.       | 敷衍     | 黃家強      | Adrian Chan | 4:20  |
| 4.       | 玩具     | C.Y. Kong   | C.Y. Kong   | 2:59  |
| 5.       | 我信     | Adrian Chan | Adrian Chan | 4:48  |
| 总时长： | 总时长： | 总时长：    | 总时长：    | 20:54 |

## 獎項
香港：
- 香港電台的十大中文金曲頒獎音樂會：
  - 1997年度：林夕的「約定」榮獲「最佳中文（流行）歌詞獎」[7]

## 發行歷史
| 地區     | 發行日期      | 發行公司       | 版本與介質 | 編號     |
| -------- | ------------- | -------------- | ---------- | -------- |
| 香港     | 1997年2月20日 | 新藝寶唱片     | CD         | 534664-2 |
| 香港     | 1997年2月20日 | 新藝寶唱片     | 卡带       | 534664-4 |
| 台灣     | 1997年        | 福茂唱片       | CD         | 71029    |
| 中國大陸 | 1997年        | 金典音像       | CD         | -        |
| 中國大陸 | 1997年        | 金典音像       | 卡带       | -        |
| 韓國     | 1997年6月30日 | PolyGram Korea | CD         | DG3203   |